# Dyacopterus
Dyacopterus är ett släkte i familjen flyghundar med tre arter som förekommer på sydostasiatiska öar.

## Taxonomi, utbredning och status
Arterna är:
- Dyacopterus brooksi hittas bara på Sumatra. Populationens status som god art var fram till 1990-talet omstridd. Nyare avhandlingar från tidiga 2000-talet skiljer den från D. spadiceus.
- Dyacopterus rickarti beskrevs 2007 som god art och förekommer på Filippinerna.[3]
- Dyacopterus spadiceus lever på södra Malackahalvön, Sumatra, Borneo och Filippinerna.

IUCN listar D. brooksi som sårbar (VU) och D. spadiceus som nära hotad (NT). D. rickarti blev inte än bedömt.

## Utseende
Dessa flyghundar når en kroppslängd (huvud och bål) av 11 till 15 cm och en svanslängd av 1,3 till 1,8 cm. Underarmarnas längd som bestämmer djurets vingspann är 7,6 till 9,2 cm. Vikten varierar mellan 70 och 100 gram. Pälsen har på ryggen en brun färg och buken är vitaktig. Vid axlarna finns gulaktig päls och ansiktet är grå till svartaktig.

## Ekologi
Levnadssättet är främst känt för Dyacopterus spadiceus och det antas att de andra arterna har ett liknande beteende.
Individerna bildar mindre flockar. De är liksom andra fladdermöss aktiva på natten. Dyacopterus äter frukter och ibland blad. Några upphittade hannar hade körtlar som producerade mjölk liksom honornas spenar. Det är omstritt om mjölken används för att dia ungar. Honor föder en eller två ungar per kull.